# Edgar Syers
Edgar Morris Wood Syers (Brighton, Inglaterra, 18 de março de 1863 – Maidenhead, Inglaterra, 16 de fevereiro de 1946) foi um patinador artístico britânico. Ele conquistou uma medalha de bronze olímpica em 1908 ao lado de sua espoesa Madge Syers.

## Resultados

### Individual masculino
| Campeonato Mundial | Medalha de bronze |

### Duplas com Madge Syers
| Jogos Olímpicos | Medalha de bronze |